# Nnenna Freelon
Nnenna Freelon est une chanteuse, compositrice, productrice et arrangeuse américaine de jazz née le 28 juillet 1954 à Cambridge, dans le Massachusetts (États-Unis). Elle a été nommée 5 fois aux Grammy Awards pour ses performances vocales et a travaillé et s'est produite avec de grands noms du jazz et de la soul comme Ray Charles, Ellis Marsalis, Al Jarreau, Anita Baker, Aretha Franklin, Dianne Reeves, Diana Krall, Ramsey Lewis, George Benson, Clark Terry, Herbie Hancock ou Terence Blanchard, parmi tant d'autres. 
La critique de jazz Leslie Gourse l'a décrite comme une "chanteuse envoûtante, qui accapare l'attention grâce à sa voix resplendissante et cultivée et sa présence scénique avisée". Nnenna s'est produite, entre autres, au Carnegie Hall, à l'Hollywood Bowl, à l'Apollo Theater, au John F. Kennedy Center for the Performing Arts ou encore lors du Ellington Jazz Festival, du Monterey Jazz Festival, et du Montreux Jazz Festival.

## Discographie
| Année | Titre                                                                             | Genre  | Label       | Classement au Billboard |
| ----- | --------------------------------------------------------------------------------- | ------ | ----------- | ----------------------- |
| 1992  | Nnenna Freelon                                                                    | Jazz   | Columbia    | #11                     |
| 1993  | Heritage                                                                          | Jazz   | Columbia    | #10                     |
| 1994  | Listen                                                                            | Jazz   | Columbia    | #20                     |
| 1996  | Shaking Free                                                                      | Jazz   | Concord     |                         |
| 1998  | Maiden Voyage                                                                     | Jazz   | Concord     | #10                     |
| 2000  | Soulcall                                                                          | Jazz   | Concord     | #13                     |
| 2002  | Tales of Wonder                                                                   | Jazz   | Concord     | #7                      |
| 2003  | Church - Songs of Soul and Inspiration Various Artists Ooh Child - Nnenna Freelon | Gospel | Utv Records | #157                    |
| 2003  | Live at The Kennedy Center, Washington D.C.                                       | Jazz   | Concord     |                         |
| 2005  | Blueprint of a Lady Sketches of Billie Holiday                                    | Jazz   | Concord     | #13                     |
| 2007  | Freelon & The Count Basie Orchestra                                               | Jazz   |             |                         |
| 2008  | Better Than Anything                                                              | Jazz   | Concord     |                         |

## Grammy Awards
- Nombre de nominations: 5
- Nombre de récompenses : 0

| Nnenna Freelon aux Grammy Awards |                                                           |       |                                                  |         |            |
| Année                            | Catégorie                                                 | Genre | Titre                                            | Label   | Résultat   |
| 2005                             | Meilleur Album de Jazz Vocal                              | Jazz  | Blueprint of a Lady - Sketches of Billie Holiday | Concord | Nomination |
| 2001                             | Meilleur Album de Jazz Vocal                              | Jazz  | Soulcall                                         | Concord | Nomination |
| 2001                             | Meilleurs Arrangements Instrumentaux Pour Un Disque Vocal | Jazz  | Button Up Your Overcoat                          | Concord | Nomination |
| 1998                             | Meilleure Performance de Jazz Vocal                       | Jazz  | Maiden Voyage                                    | Concord | Nomination |
| 1996                             | Meilleure Performance de Jazz Vocal                       | Jazz  | Shaking Free                                     | Concord | Nomination |